# André Filippini
Pour les articles homonymes, voir Filippini.
André Filippini, né le 13 novembre 1924 à Sion et mort le 18 novembre 2013, est un sportif, ex-membre de l'équipe suisse de bobsleigh. Il a participé aux Jeux olympiques d'hiver de 1952 à Oslo en Norvège, où il a été médaillé de bronze en bob à quatre. Promoteur immobilier et ancien président du FC Sion de 1971 à 1977, André Filippini aura été l'une des personnalités les plus influentes du Valais dans les années 1970.

## Palmarès

### Jeux olympiques
- Jeux olympiques d'hiver de 1952 à Oslo ( Norvège) :
  -  Médaille de bronze en bob à 4

## L'affaire Savro
Il avait été au cœur de l'affaire Savro, le plus grand scandale ayant frappé les milieux politiques valaisans dans les années 1970. Le lésé est le canton du Valais et les sept prévenus dont deux hauts-fonctionnaires - Jean Vernay, ancien chef de l'entretien des routes du Département des travaux publics  du Valais et Maurice Pasquinoli officier de la circulation de la police cantonale valaisanne - sont tous à des titres divers liés aux milieux politiques.  André Filippini avait mis en place un système de fausses factures, de factures à double et de commandes transitant par un faux intermédiaire. Le Valais se trouvera au cœur d’un scandale qui mettra en cause les rapports entre le monde des affaires et le monde politique.